# Quận 11
Quận 11 là một quận nội thành cũ thuộc Thành phố Hồ Chí Minh, Việt Nam.
Quận chính thức được thành lập vào ngày 1 tháng 7 năm 1969 với nhiều địa chỉ nổi tiếng như công viên Văn hóa Đầm Sen, chùa Giác Viên, chùa Phụng Sơn, nhà thi đấu Phú Thọ,... cùng nhiều địa chỉ hấp dẫn khác.

## Địa lý

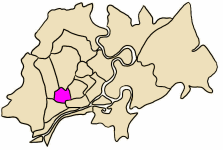
Vị trí quận 11 trong nội thành TPHCM.

Quận 11 thuộc nội thành của Thành phố Hồ Chí Minh, có vị trí địa lý:
- Phía đông giáp Quận 10 với ranh giới là đường Lý Thường Kiệt.
- Phía tây giáp quận Tân Phú với ranh giới là kênh Tân Hóa – Lò Gốm.
- Phía nam giáp Quận 5 (với ranh giới là các tuyến đường Nguyễn Chí Thanh và Nguyễn Thị Nhỏ) và Quận 6 (với ranh giới là các tuyến đường Hồng Bàng và Tân Hóa).
- Phía bắc giáp quận Tân Bình (với ranh giới là các tuyến đường Âu Cơ, Nguyễn Thị Nhỏ và Thiên Phước) và quận Tân Phú.

Quận có diện tích 5,14 km², dân số năm 2019 là 209.867 người, mật độ dân số đạt 40.830 người/km².

## Hành chính
Quận 11 được phân chia thành 10 phường, bao gồm: 1, 3, 5, 7, 8, 10, 11, 14, 15 và 16.

## Lịch sử

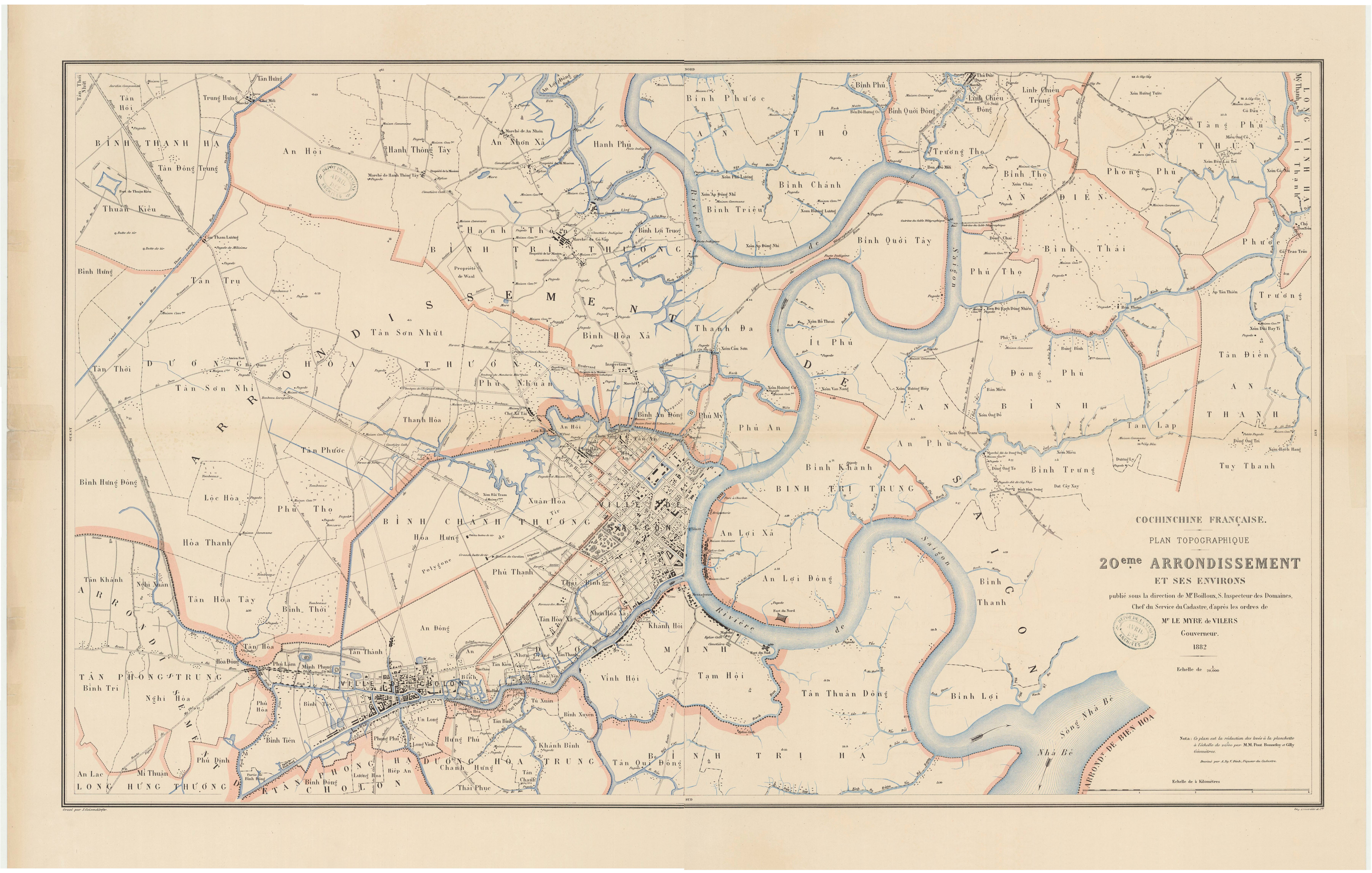
Bản đồ Hạt 20, một đơn vị hành chính do Thống đốc Nam Kỳ quyết định thành lập vào năm 1880. Địa bàn Quận 11 lúc bấy giờ thuộc các làng giáp ranh thành phố Chợ Lớn như: Bình Thới, Hòa Hưng, Minh Phụng, Phú Lâm, Tân Hòa, Tân Phước, Tân Thành.

### Thời Việt Nam Cộng hòa
Ngày 1 tháng 7 năm 1969, Quận 11 của Đô thành Sài Gòn được thành lập trên cơ sở tách đất quận 5 và quận 6 trước đó. Ban đầu quận gồm 4 phường: Phú Thọ, Bình Thới, Cầu Tre, Phú Thọ Hòa.
Năm 1972, lập thêm 2 phường: Bình Thạnh và Phú Thạnh tại Quận 11 (quận này có 6 phường). Cho đến ngày 29 tháng 4 năm 1975, Quận 11 gồm 6 phường: Bình Thạnh, Bình Thới, Cầu Tre, Phú Thọ Hòa, Phú Thọ, Phú Thạnh.

### Từ năm 1975 đến nay
Sau khi Chính phủ Cách mạng lâm thời Cộng hòa Miền Nam Việt Nam tiếp quản Đô thành Sài Gòn và các vùng lân cận vào ngày 30 tháng 4 năm 1975, ngày 3 tháng 5 năm 1975 thành phố Sài Gòn - Gia Định được thành lập. Lúc này, quận 11 (quận Mười Một) thuộc thành phố Sài Gòn - Gia Định cho đến tháng 7 năm 1976. Đồng thời, quận Mười Một cũng đổi tên phường Phú Thọ Hòa thành phường Phú Hòa, để tránh nhầm lẫn với phường Phú Thọ Hòa của quận Tân Sơn Nhì kế cận.
Ngày 20 tháng 5 năm 1976, tổ chức hành chính thành phố Sài Gòn - Gia Định được sắp xếp lần hai (theo quyết định số 301/UB ngày 20 tháng 5 năm 1976 của Ủy ban Nhân dân Cách mạng thành phố Sài Gòn - Gia Định). Theo đó, vẫn giữ nguyên quận 11 cũ có từ trước đó. Lúc này, các phường cũ đều giải thể để lập các phường mới có diện tích, dân số nhỏ hơn và mang tên số. Quận 11 có 21 phường và đánh số từ 1 đến 21.
Ngày 2 tháng 7 năm 1976, Quốc hội nước Cộng hòa Xã hội chủ nghĩa Việt Nam khóa VI, kỳ họp thứ 1 chính thức đổi tên thành phố Sài Gòn - Gia Định thành Thành phố Hồ Chí Minh. Quận 11 trở thành quận trực thuộc Thành phố Hồ Chí Minh.
Ngày 11 tháng 7 năm 1983, giải thể phường 2 và địa bàn phường giải thể nhập vào các phường kế cận với số lượng phường trực thuộc còn 20.
Ngày 14 tháng 2 năm 1987, theo Quyết định số 33-HĐBT của Hội đồng Bộ trưởng, ngoại trừ phường 1 không đổi, giải thể 19 phường còn lại để thay thế bằng 15 phường mới và đánh số từ 2 đến 16:
- Sáp nhập một phần phường 5 cũ và phường 7 thành phường 7.
- Sáp nhập phần còn lại của phường 5 và một phần phường 4 cũ thành phường 4.
- Sáp nhập phần còn lại của phường 4 và phường 6 cũ thành phường 6.
- Sáp nhập một phần phường 14 cũ và phường 15 cũ thành phường 15 mới.
- Sáp nhập một phần phường 14 cũ và phường 11 cũ thành phường 11.
- Sáp nhập phần còn lại của phường 14 cũ và phường 13 cũ thành phường 13.
- Sáp nhập một phần phường 18 cũ và phường 17 cũ thành phường 2.
- Sáp nhập phần còn lại của phường 18 cũ và phường 16 cũ thành phường 16.
- Sáp nhập một phần phường 21 cũ, một phần phường 20 cũ và phường 19 cũ thành phường 14.
- Sáp nhập phần còn lại của phường 21 và phường 20 thành phường 5.

Ngày 14 tháng 11 năm 2024, Ủy ban Thường vụ Quốc hội ban hành Nghị quyết số 1278/NQ-UBTVHQH15 (nghị quyết có hiệu lực từ ngày 1 tháng 1 năm 2025). Theo đó, sáp nhập Phường 2 vào Phường 1; sáp nhập Phường 4 và Phường 6 vào Phường 7; sáp nhập Phường 12 vào Phường 8; sáp nhập Phường 9 vào Phường 10 và sáp nhập Phường 13 vào Phường 11.
Quận 11 có 10 phường trực thuộc như hiện nay.

### Thông tin thêm về các phường
- Phường Cầu Tre cũ: phường 3 và một phần phường 1 hiện nay
- Phường Bình Thới cũ: phường 16 và một phần phường 1 hiện nay
- Phường Phú Thạnh cũ: phường 7 hiện nay
- Phường Phú Hoà cũ: các phường 5 và 14 hiện nay
- Phường Bình Thạnh cũ: phường 10 và một phần các phường 8, 11 hiện nay
- Phường Phú Thọ cũ: phường 15 và một phần các phường 8, 11 hiện nay

Ngày 16 tháng 6 năm 2025, Ủy ban Thường vụ Quốc hội ban hành Nghị quyết số 1685/NQ-UBTVQH15 (áp dụng từ ngày 30 tháng 6 năm 2025). Theo đó, giải thể quận 11 và sắp xếp lại các phường mới cụ thể như sau:
- Phường Hòa Bình: Gồm các Phường 5 và Phường 14.
- Phường Phú Thọ: Gồm các Phường 11, 15 và một phần của Phường 8.
- Phường Bình Thới: Gồm các Phường 3 và một phần của Phường 8.
- Phường Minh Phụng: Gồm các Phường 1, 7 và Phường 16.

## Kinh tế
Giai đoạn 1986 – 2000, giá trị sản lượng công nghiệp, tiểu thủ công nghiệp tăng bình quân là 11%, giai đoạn 2001 đến 2004 tăng bình quân 10,2%. Doanh thu thương mại và dịch vụ vào giai đoạn 1986 đến 2000 tăng bình quân 18%, giai đoạn 2001 - 2004 tăng bình quân 16%. Cơ cấu kinh tế tiếp tục chuyển dịch theo hướng thương mại, dịch vụ, công nghiệp và tiểu thủ công nghiệp.
Trong 6 tháng đầu năm 2008, giá trị sản xuất công nghiệp và tiểu thủ công nghiệp đạt 1.611,82 tỷ đồng, tăng 8,9% so với cùng kỳ. Doanh thu thương mại dịch vụ đạt 14.294,5 tỷ đồng, tăng 23,23% so với cùng kỳ. Trong 7 tháng đầu năm 2008, Tổng thu ngân sách Nhà nước ước thực hiện là 273 tỷ đồng đạt 66% so với dự toán năm (273/414 tỷ đồng), tăng 46% so cùng kỳ (273/186 tỷ đồng). Tổng thu ngân sách quận là 123,5 tỷ đồng đạt 75% so với dự toán năm (123,5/165,435 tỷ đồng), tăng 8% so cùng kỳ (123,5/114 tỷ đồng). Năm 2011, thu ngân sách trên địa bàn quận đạt 1000 tỷ đồng.

## Địa điểm nổi bật

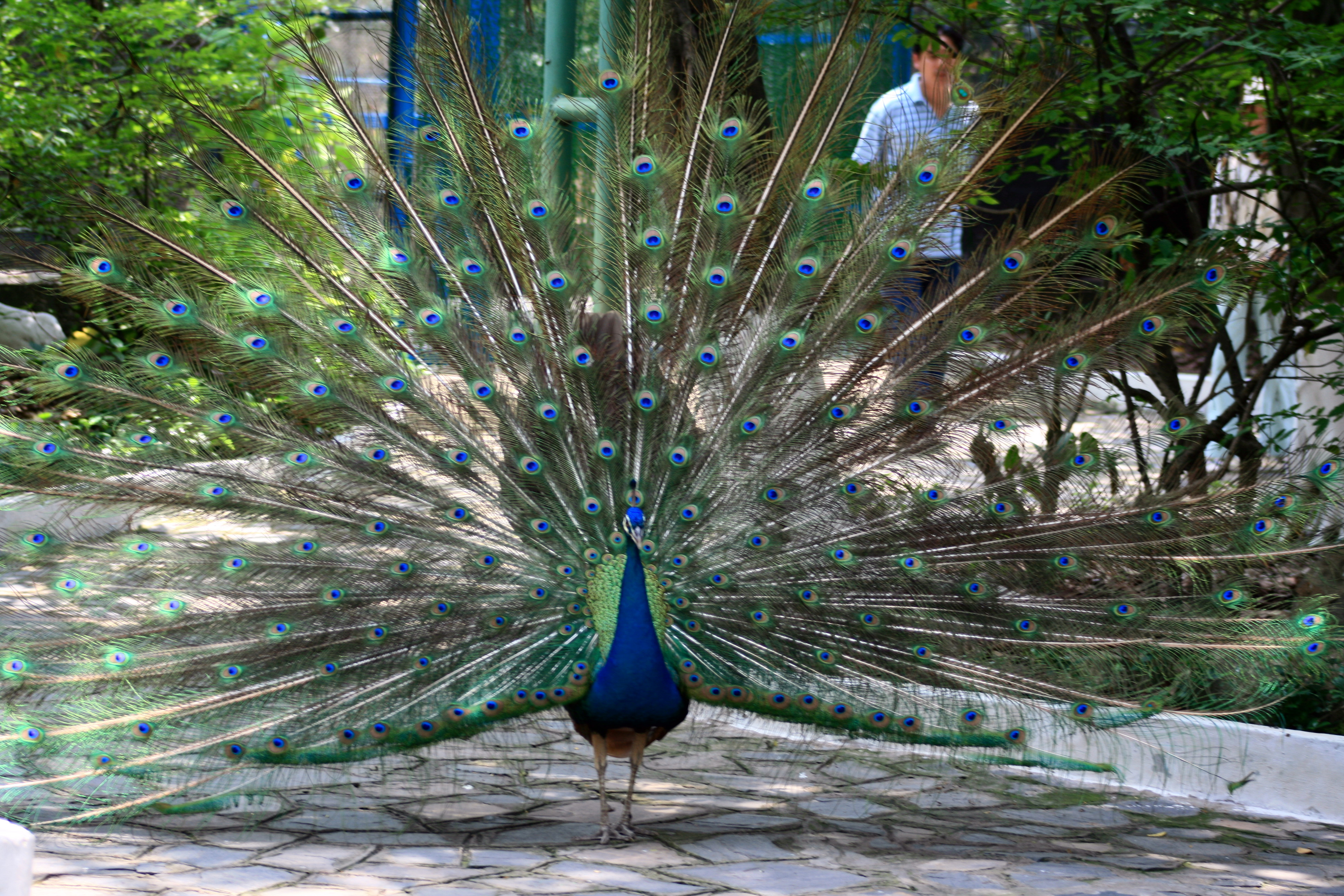
Chim công múa tại Công viên Văn hóa Đầm Sen.

Quận 11 là nơi tọa lạc của Công viên Văn hóa Đầm Sen là địa điểm tham quan tốt cho các hoạt động họp mặt, liên hoan, dã ngoại... cho thanh thiếu niên.
Ngoài ra, Quận còn có Trung tâm thể dục thể thao Phú Thọ, đây là nơi diễn ra các hoạt động thể thao chủ yếu của khu vực Thành phố Hồ Chí Minh. Nơi đây còn các hồ bơi, trường đua ngựa, và câu lạc bộ quần vợt, và nhiều hoạt động thể thao khác...
| Tên địa điểm                         | Địa chỉ                           | Ghi chú                     |
| ------------------------------------ | --------------------------------- | --------------------------- |
| Chùa Giác Viên                       | 161/35/20 Lạc Long Quân, Phường 3 |                             |
| Chùa Phụng Sơn                       | 1408 Ba Tháng Hai, Phường 1       |                             |
| Công viên Văn hóa Đầm Sen            | 3 Hòa Bình, Phường 3              | Đầm Sen nước và Đầm Sen khô |
| Công viên Văn hóa Đầm Sen            | 1A Lạc Long Quân, Phường 3        | Đầm Sen nước và Đầm Sen khô |
| Khánh Vân Nam Viện                   | 269/2 Nguyễn Thị Nhỏ, Phường 16   |                             |
| Nhà thi đấu Lãnh Binh Thăng          | 283 Lãnh Binh Thăng, Phường 8     |                             |
| Nhà thi đấu Thể dục thể thao Phú Thọ | 1 Lữ Gia, Phường 15               |                             |
| Phố ẩm thực Hà Tôn Quyền             | Phường 7                          |                             |

## Văn hóa & Xã hội

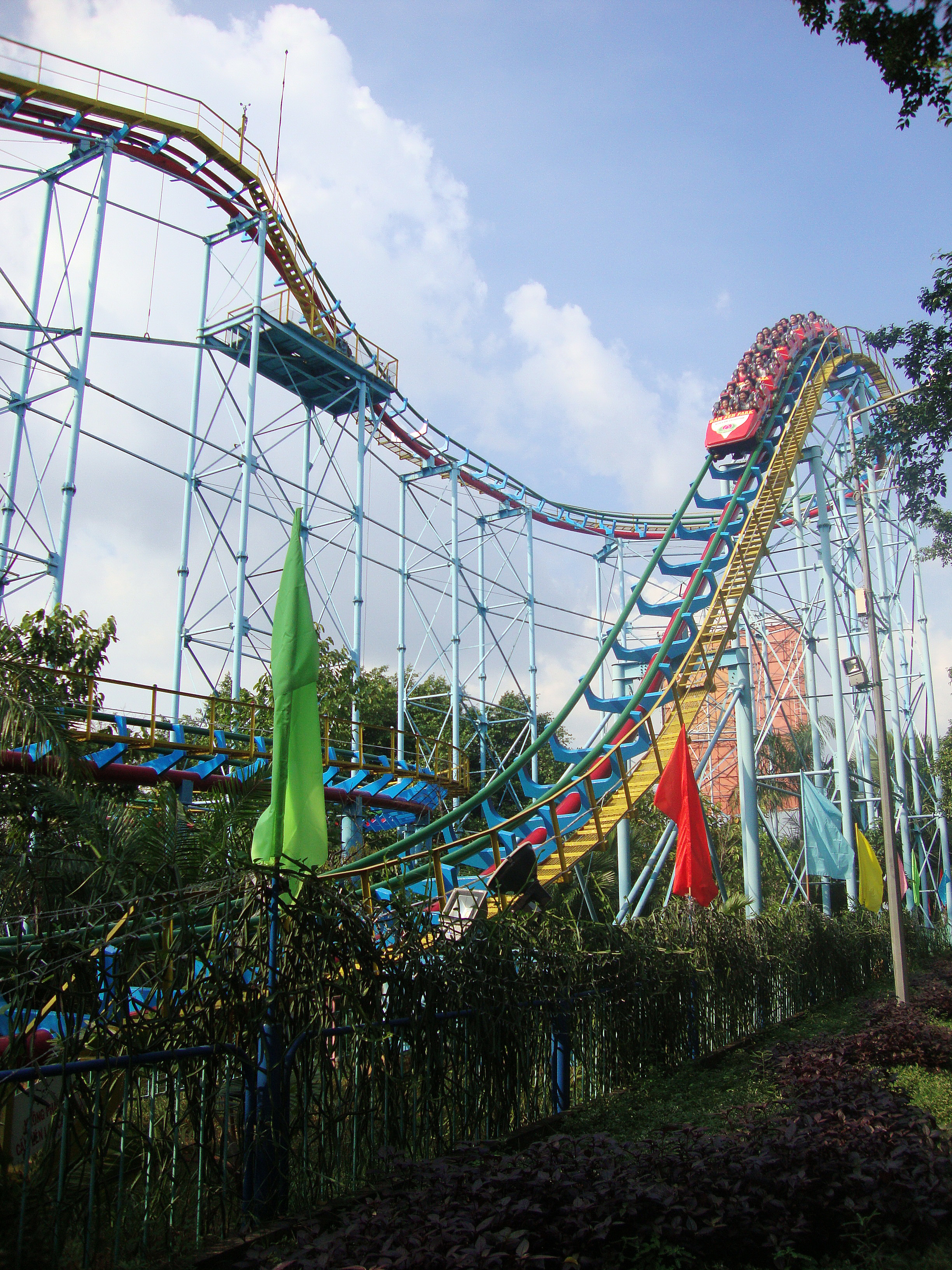
Tàu lượn siêu tốc
ở Công viên Đầm Sen.

- Đến nay toàn bộ các hẻm trong quận đã được xi măng hoá và nhiều tuyến đường lớn được mở rộng, nhiều khu nhà ở, cơ sở vật chất cho giáo dục, y tế, thể dục thể thao được xây dựng...
- Trong năm 2003 – 2004, cùng với việc triển khai thực hiện các dự án lớn của thành phố, quận đã hoàn thành công tác giải tỏa di dời và tái định cư hơn 1.600 hộ dân khu vực Trường đua Phú Thọ. Các khu văn hóa thể thao được đầu tư xây dựng, trong đó nổi bật nhất là Khu liên hợp thể thao Phú Thọ.
- Đến năm 2009, quận 11 gồm có 8 trường trung học phổ thông, 10 trường Trung học cơ sở và 23 trường tiểu học. Ngoài ra, còn có Trung tâm Kỹ thuật tổng hợp - Hướng nghiệp Quận 11 tổ chức các khóa học ngắn hạn và thi cấp các chứng nghề Phổ thông dành cho mọi lứa tuổi.
- Hàng năm tỷ lệ trẻ 6 tuổi vào lớp 1 đạt 99% trở lên, trẻ 5 tuổi vào mẫu giáo đạt 98% trở lên. Quận đã hoàn thành xóa mù chữ, phổ cập tiểu học và trung học cơ sở. Mỗi cấp học như mầm non, tiểu học, trung học cơ sở đều có 1 trường đạt chuẩn quốc gia.

## Đường phố
| Các đường đặt tên số Âu Cơ Ba Tháng Hai Bình Dương Thi Xã Bình Thới Công Chúa Ngọc Hân Dương Đình Nghệ Dương Tử Giang Đào Nguyên Phổ Đặng Minh Khiêm Đỗ Ngọc Thạnh Đội Cung Hà Tôn Quyền Hàn Hải Nguyên Hòa Bình | Hòa Hảo Hoàng Đức Tương Hồng Bàng Huyện Toại Kênh Tân Hóa Lạc Long Quân Lãnh Binh Thăng Lê Đại Hành Lê Thị Bạch Cát Lê Tung Lò Gốm Lò Siêu Lữ Gia Lý Nam Đế Lý Thường Kiệt | Minh Phụng Nhật Tảo Nguyễn Bá Học Nguyễn Chí Thanh Nguyễn Thị Diệu Hường Nguyễn Thị Nhỏ Nguyễn Văn Phú Ông Ích Khiêm Phan Xích Long Phó Cơ Điều Quân Sự Phú Thọ Tạ Uyên Tân Hóa Tân Khai | Tân Phước Tân Thành Tân Trang Thái Phiên Thành Mỹ Thiên Phước Thuận Kiều Tôn Thất Hiệp Tống Văn Trân Tổng Lung Trần Quý Trần Văn Hoàng Trịnh Đình Trọng Tuệ Tĩnh Vĩnh Viễn Xóm Đất |

### Tên đường phố quận 11 trước năm 1975
- Đại lộ Trần Quốc Toản nay là đường 3 tháng 2
- Đại lộ Nguyễn Văn Thoại nay là đường Lý Thường Kiệt
- Đại lộ Trần Hoàng Quân nay là đường Nguyễn Chí Thanh
- Đường Bắc Việt nay là đường Lê Thị Bạch Cát
- Đường Mạnh Tử nay là đường Dương Tử Giang
- Đường Lý Thành Nguyễn nay là đường Đỗ Ngọc Thạnh
- Đại lộ Tôn Thọ Tường nay là đường Tạ Uyên
- Đường Dương Công Trừng nay là đường Nguyễn Thị Nhỏ